# James Wilson (generał)
James Harrison Wilson (ur. 2 września 1837, zm. 23 lutego 1925) – oficer wojsk inżynieryjnych, specjalista topografii w US Army, generał major Armii Unii w czasie wojny secesyjnej i w późniejszych wojnach oraz pracownik linii kolejowych i pisarz.

## Młodość
Wilson urodził się w Shawneetown w stanie Illinois. Przez rok uczęszczał na zajęcia na Uniwersytecie McKendree, ale wybrał karierę wojskową i w roku 1860 ukończył akademię wojskową w West Point, uzyskując szóstą promocję i przydział, jako podporucznik, do Korpusu Inżynieryjnego Armii Stanów Zjednoczonych ze specjalnością w topografii. Początkowo skierowany został do Departamentu Oregonu w Fort Vancouver.

## Wojna secesyjna

### W wojskach inżynieryjnych
Po wybuchu wojny Wilson został awansowany do stopnia porucznika i służył jako kartograf w siłach ekspedycyjnych skierowanych dla zdobycia Port Royal od września 1861 do marca 1862 roku. W tym charakterze brał udział w przygotowaniach do bitwy o Fort Pulaski w ujściu rzeki Savannah, po czym otrzymał awans na majora regularnej armii. Następnie, w kwietniu 1862 roku, przeniesiony został do Armii Potomaku, gdzie nadał służył jako kartograf, ale jednocześnie jako adiutant generała McClellana. Służył pod jego rozkazami podczas kampanii w Maryland i uczestniczył w bitwach pod South Mountain i Antietam.
Później Wilson został przeniesiony na zachodni teatr działań, gdzie trafił pod rozkazy gen. mjr. Granta, dowódcy Armii Tennessee już w stopniu podpułkownika topografii. W czasie trwania kampanii vicksburgskiej został inspektorem generalnym armii Granta. 30 października roku 1863 został wyniesiony do stopnia generała brygadiera formacji ochotniczych, jako jedyny oficer kiedykolwiek mianowany w ten sposób spośród sztabowców Granta. Niezależnie od promocji wykonywał swe sztabowe obowiązki podczas trzeciej bitwy pod Chattanoogą i był czołowym kartografem sił wysłanych do Knoxville pod dowództwem gen. mjr. Shermana.

### Dowódca kawalerii
W roku 1864 Wilson przeszedł z wojsk inżynieryjnych do kawalerii. 17 lutego 1864 roku został mianowany szefem Biura Kawalerii w Waszyngtonie. Był znakomitym administratorem, ale jego zdolności wskazywały, że powinien dowodzić w polu. Grant awansował go 6 maja 1864 roku do stopnia generała brygadiera kawalerii i skierował – jako dowódcę dywizji – w korpusie gen. mjr. Sheridana, gdzie wykazał się odwagą i doświadczeniem we wszystkich kampaniach Sheridana latem i jesienią 1864 roku. Jednakże, tuż przed decydującą bitwą Sheridana nad Cedar Creek, w październiku Wilson został mianowany generałem majorem formacji ochotniczych i przeniesiony ponownie na zachód, gdzie został szefem kawalerii u boku Shermana w jego Wydziale Wojskowym Missisipi.
Jako szef szkolił kawalerię Shermana (dowodzoną przez gen. bryg. Kilpatricka) przed jego „marszem ku morzu”. Nie towarzyszył jednak Shermanowi, natomiast na czele 17 tysięcy konnych został przydzielony do gen. mjr. George’a Thomasa i jego Armii Cumberlandu rozpoczynającej w listopadzie kampanię Franklin-Nashville. Odrzucenie przezeń skrzydłowego ataku sił gen. Forresta ocaliło Armię Unii w czasie bitwy pod Franklin. Za zasługi w bitwie pod Nashville został awansowany do stopnia generała brygadiera armii regularnej. Poprowadził zwycięski rajd przez terytoria Alabamy i Georgii, pokonując słabsze siły Forrest oraz zajmując Selmę i cztery inne ufortyfikowane miejscowości. W Wielkanoc 1865 roku jego kawalerzyści zaatakowali i zdobyli miasto Columbus w Georgii, co uważa się powszechnie za ostatnie starcie zbrojne wojny secesyjnej. Jego ludzie dokonali ogromnych zniszczeń w infrastrukturze militarnej Południa, ale robili to z dużym poczuciem dyscypliny, nie pozwalając sobie na rabunki i niszczenie własności prywatnej. Za swe zasługi w czasie rajdu otrzymał awans na generała majora regularnej armii z pełną promocją w dniu 6 maja 1865. Kawalerzyści Wilsona odznaczyli się w maju jeszcze jednym: ujęli konfederackiego prezydenta Jeffersona Davisa przemykającego się chyłkiem przez Georgię.
Po zakończeniu wojny Wilson, jak większość generałów, wrócił do stopnia podpułkownika z przydziałem do nowo utworzonego 35. pułku piechoty, przy czym wykonywane przezeń obowiązki wiązały się Korpusem Wojsk Inżynieryjnych aż do odejścia z wojska w grudniu 1870 roku.

## Późniejsze lata
Po opuszczeniu wojska Wilson pracował przy budowie linii kolejowych. W roku 1883 przeprowadził się do Wilmington w stanie Delaware. Przez następne 15 lat zajmował się biznesem, podróżami, działalnością publiczną i publicystyką.
Wrócił do wojska w roku 1898, w czasie wojny hiszpańsko-amerykańskiej i służył jako generał major na Kubie i Puerto Rico, a w 1901 roku, podczas powstania bokserów znalazł się w Chinach. Po ostatecznym odejściu z armii w roku 1902 reprezentował prezydenta Theodore’a Roosevelta podczas koronacji brytyjskiego monarchy Edwarda VII.
Wilson zmarł w Wilmington w 1925 roku jako czwarty najdłużej żyjący generał wojny secesyjnej. Został pochowany na cmentarzu Old Swedes Churchyard w Wilmington.